# Erich Büttner (pilot myśliwski)
Erich Büttner (zm. 20 marca 1945) – niemiecki as myśliwski z okresu II wojny światowej.  Odniósł 8 zwycięstw powietrznych latając na odrzutowym myśliwcu Messerschmitt Me 262. Jeden z pierwszych odrzutowych asów myśliwskich.
8 listopada 1944 Büttner był wyznaczony na skrzydłowego Schalla, ale przebita w czasie kołowania opona nie pozwoliła mu na wystartowanie.
Büttner zginął w walce 20 marca 1945.